# Schliesst die Grudt! ihr Trauerglocken, BWV Anh. 16
Schliesst die Grudt! ihr Trauerglocken, BWV Anh. 16 (Tanqueu la tomba) és una cantata perduda de Bach, estrenada a Leipzig el 9 de novembre de 1735, per al funeral de Hedwig Eleonora, duquessa de Merseburg. El llibret és de Balthasar Hoffmann. Hi ha dubtes sobre l'autoria de Bach.